# Torben Bastholm
Torben Bastholm (født Bastholm Larsen 15. februar 1957) er en tidligere dansk fodboldspiller, som spillede 216 kampe for Køge Boldklub i perioden 1975-1983 og repræsenterede Danmark i både en J- og en Y-landskamp.
Torben Bastholm far Børge Bastholm Larsen, som var dansk mester med Køge 1954 og spillede 11 landskampe for Danmark, omkom i flykatastrofen ved Kastrup 16. juli 1960.